# Pedro Paulo Ferreira de Sousa
Pedro Paulo Ferreira de Sousa (Lisboa, Santos-o-Velho, 29 de junho de 1787 — Lisboa, Pena, 15 de novembro de 1862), 1.º barão de Pernes, foi um oficial general do Exército Português que se distinguiu na Guerra Peninsular e como o estratega que permitiu a vitória liberal no Combate de Pernes, travado a 30 de janeiro de 1834, consolidando a vitória das forças afectas a D. Pedro IV na Guerra Civil Portuguesa. Devido a esta vitória, foi agraciado com o título de barão de Pernes. Foi par do Reino e vogal do Supremo Conselho de Justiça Militar.

## Biografia
Nasceu em Lisboa, filho de Carlos António Ferreira Monte, cavaleiro professo da Ordem de Cristo, e de sua esposa, Maria Rosa de Sousa Vieira. O pai era sargento-mor de cavalaria, mestre da Real Picaria e superintendente das coudelarias do termo de Lisboa. Foi irmão de Francisco Maximiliano de Sousa, Secretário de Estado da Marinha.
Assentou praça em abril de 1804, tendo participado na Guerra Peninsular no posto de tenente, promovido a capitão durante aquele conflito. Distinguiu-se durante as campanhas em Espanha, sendo condecorado com a Medalha da Batalha de Vitoria, de Espanha, e com a Cruz de Ouro de Cinco Campanhas.
Promovido a major em 1820, aderiu ao liberalismo, tendo participado nas campanhas do Cerco do Porto durante a Guerra Civil Portuguesa e depois na conquista de Lisboa. A 30 de Janeiro de 1834, no posto de tenente-general graduado, teve papel de destaque no combate de Pernes (Santarém), também conhecida como a Retirada de Pernes, em que as tropas do marechal Saldanha infligiram uma pesada derrota às tropas de D. Miguel, chefiadas pelo marechal de campo Caetano Alberto de Sousa Canavarro, com cerca de 900 baixas, a maior parte afogados no rio Alviela. A batalha foi decisiva para pôr termo à guerra civil que desde 1828 opunha liberais e miguelistas.
Em resultado desta vitória, foi agraciado com o título de barão de Pernes, título criado por D. Maria II, rainha de Portugal, por decreto de 12 de julho de 1843. O título de barão de Pernes foi concedido em vida do seu primeiro titular, mas um seu filho, Carlos Augusto Bon de Sousa, foi 2.º barão de Pernes, depois feito 1.º visconde de Pernes.
Terminada a Guerra Civil passou a prestar serviço no Ministério da Guerra, sendo em 1847 nomeado vogal do Supremo Conselho de Justiça Militar. Por carta régia de 5 de março de 1853 foi feito par do reino, tendo tomado assento na Câmara dos Pares das Cortes alguns dias depois, mas não se lhe conhecem intervenções. O seu filho Carlos Augusto Bon de Sousa, 1.º visconde de Pernes, sucedeu-lhe no pariato.
Foi comendador da Ordem da Torre e Espada, cavaleiro da Ordem Militar de Avis, cavaleiro da Ordem de Cristo e cavaleiro da Ordem de Nossa Senhora da Conceição de Vila Viçosa. Foi casado com Helena Águeda Bon, filha de António Pedro Bon e de Maria Elisa Pinto de Massuelos.